# Municipio de Princeton (Indiana)
El municipio de Princeton (en inglés: Princeton Township) es un municipio ubicado en el condado de White en el estado estadounidense de Indiana. En el año 2010 tenía una población de 1553 habitantes y una densidad poblacional de 9,59 personas por km².

## Geografía
El municipio de Princeton se encuentra ubicado en las coordenadas 40°47′13″N 87°0′52″O / 40.78694, -87.01444. Según la Oficina del Censo de los Estados Unidos, el municipio tiene una superficie total de 161.94 km², de la cual 161,94 km² corresponden a tierra firme y (0 %) 0 km² es agua.

## Demografía
Según el censo de 2010, había 1553 personas residiendo en el municipio de Princeton. La densidad de población era de 9,59 hab./km². De los 1553 habitantes, el municipio de Princeton estaba compuesto por el 96,01 % blancos, el 0,26 % eran afroamericanos, el 0,06 % eran amerindios, el 0,52 % eran asiáticos, el 0,9 % eran de otras razas y el 2,25 % eran de una mezcla de razas. Del total de la población el 2,06 % eran hispanos o latinos de cualquier raza.